# 藤田真由美
藤田 真由美（ふじた まゆみ、1980年1月30日 - ）は、日本の女性歌手。

## プロフィール
ライブやレコーディング、テレビ番組などで様々なアーティストのコーラスを担当している。
大学卒業後、OLを経て、歌手に。浅倉大介のアルバム『Quantum Mechanics Rainbow』にボーカリストとして参加し、歌手活動を始める。ゲームソフト『ペルソナ3 ポータブル』の主題歌も担当した。
2005年からコーラスとしての活動が増え、BoA、上戸彩、KinKi Kids、mihimaru GTなどを始めとして幅広くコーラス担当として楽曲に参加。井上陽水や布袋寅泰でも担当したこともある。テレビ番組やライブ公演でのコーラス出演も幅広く（後述「出演」参照）、浅倉大介、Aqua Timez、SOFFet、miwaなどのサポートメンバー活動が多い。
コーラス界に入ったきっかけは、2007年にDREAMS COME TRUEのライブツアー「DREAMS COME TRUE WONDERLAND 2007」のバッキングボーカルオーディションでファイナリストに選ばれ、ライブ出演した事だった。
2011年3月まで、テレビ番組『新堂本兄弟』の堂本ブラザーズバンドのメンバーとして出演するなど、テレビの音楽番組にも多数、出演している。

## 人物
東京都出身。身長160cm、血液型O型、靴のサイズは23cm。愛称は「まゆみっくす」。 日本大学櫻丘高等学校、日本大学商学部卒業。フリーランス。
兄が1人いる。中学校時代は軟式テニス部に所属、大学時代はテニスサークルに所属していた。
俳優の佐藤隆太は高校時代の同級生。
2014年11月11日、自身のブログで東京03の飯塚悟志との入籍を発表。
2019年12月27日、第1子となる女児を出産。2023年5月23日、第2子となる女児を出産。

## ディスコグラフィー

### 参加作品
- 浅倉大介「Blue Resolution-青の思覚解析度-」（2004年7月30日）
5.BLUE SKY BLUE
- 浅倉大介「Green Method-緑の中庸秩序系-」（2004年9月15日）
2.Personal Safety
- 浅倉大介「Yellow Vector-黄の多次限指向性-」（2004年11月30日）
5.Star Yellow X'mas
- 浅倉大介「Sequence Virus 2006」（2006年12月23日）
3.BLUE SKY BLUE
- 「On/Off 2nd season」-Seven Colors-（2008年6月4日）
2.PIECE OF MY WISH、11.君がいるだけで
「PIECE OF MY WISH」では、アサラトの演奏も担当している。
- ペルソナ3ポータブル オリジナル・サウンドトラック（2009年11月25日）
2.A Way of Life、4.Time、5.Wiping All Out、10.A way of Life -Deep inside my mind Remix-
- DJ GUMMI「KISS ME」（2010年2月3日）
4.Kiss Me
- PERSONA MUSIC LIVE BAND（2010年6月23日）
7.Time
- PERSONA MUSIC LIVE 2009 -Velvetroom in Wel City Tokyo-（2010年6月23日）
4.Wiping All Out（特典CD ライブ音源楽曲を収録）
- note native「Naked」（2011年3月16日）
7.Missing you
- 弱くても勝てます 〜青志先生とへっぽこ高校球児の野望〜オリジナル・サウンドトラック（2014年5月28日）
23.小田原城徳高校 校歌（渕上祥人、藤田真由美 & へっぽこ混声合唱団）
- PERSORA -THE GOLDEN BEST-（2014年7月16日）
2.Wiping All Out、10.Time
- 20th ANNIVERSARY OF PERSONA SERIES ALL TIME BEST ALBUM（2016年9月15日）
3-4.Time、3-7.A Way of Life、3-12.Wiping All Out
- 『P3D』＆『P5D』フルサウンドトラック（2018年5月24日）
1-12.Time ATLUS Kitajoh Remix、1-13.A Way of Life ATLUS Kitajoh Remix、1-14.Wiping All Out ATLUS Kozuka Remix（ペルソナダンシング オールスター・トリプルパック / ペルソナダンシング デラックス・ツインプラス 同梱CD）
- ペルソナQ2 ニュー シネマ ラビリンス　オリジナル・サウンドトラック（2018年12月19日）
1-26.Pull the Trigger、2-26.Cinematic Tale
- ペルソナダンシング 『P3D』＆『P5D』 サウンドトラック -ADVANCED CD-（2020年6月24日）
1-10. A Way of Life -Deep inside my mind Remix- (“P3D” ver.)

### 参加作品（コーラス）
- BoA　make a secret c/w「Long time no see」（2005年8月31日）
- BoA　抱きしめる c/w「Before you said good bye to me」（2005年11月23日）
- SATOMI'「Beautiful Life」（2006年10月24日）
iTunes Store限定
- 玉置成実「CROSS SEASON」（2007年3月14日）
- リア・ディゾン「Destiny Line」（2007年9月12日）
6.Could you be that one?、7.Are you feelin' for me?
- mihimaru GT「mihimarise」（2008年5月28日）
6.Love Sick
- BoA「Vivid -Kissing you, Sparkling, Joyful Smile-」（2008年6月4日）
- 上戸彩「Smile for.../もう一度だけ」（2009年6月24日）
2.もう一度だけ
- 上戸彩「Happy Magic〜スマイルプロジェクト〜」（2009年7月15日）
9.僕らの未来へ
- SOFFet「Jam the Universe」（2009年9月30日）
13.Universe 〜ちぎれ雲の向こう〜
- MAY'S「ONE LOVE 〜100万回のKISSでアイシテル〜」（2009年11月25日）
- 遊助「あの・・こんなんできましたケド。」（2009年12月16日）
1.みんなのうた
- Rie fu「at Rie sessions」（2010年3月31日）
3.いろどって
- miCKun「鏡花水月 feat.舞花」（2010年12月8日）
2.BEGINNING feat.55MONKEYZ
- 井上陽水「魔力」（2010年11月17日）
4.世界はミステリー
- KinKi Kids「Family 〜ひとつになること」（2010年12月1日）
1.Family〜ひとつになること、2.me 〜地球のいろ（通常盤）
- 我那覇美奈「波の音」（2011年1月9日）
- 後藤真希「Gloria」（2011年1月12日）
3.恋一夜
- KARA「ジェットコースターラブ」（2011年3月23日）
- 布袋寅泰「Don't Give Up!」（2011年3月16日）
2.Heart to Heart
- 布袋寅泰「PROMISE」（2011年5月18日）
- 郷ひろみ「笑顔にカンパイ!」（2011年6月1日）
- キム・ジョンフン「VOICE」（2012年5月23日）
9.LOVE LOVE LOVE
- アスタラビスタ「シンコパティーン」（2013年4月3日）
- NEWS「NEWS」（2013年7月17日）
2-2.Dreamcatcher
- 喜多村英梨「Birth」（2013年8月7日）
ミュージック・ビデオにも出演
- mihimaru GT「mihimaland」（2013年8月28日）
4.Harukaze
- でんぱ組.inc「WORLD WIDE DEMPA」（2013年12月11日）
4.VANDALISM
- アスタラビスタ「ヤバスタ」（2014年2月26日）
2.シンコパティーン、5.Shave of My Heart、7.HEY!神
- 剛力彩芽「あなたの100の嫌いなところ」（2014年3月26日）
2.DearMYFRIEND
- Rico「Come & Get it !!」（2014年7月23日）
4.I Will
- 岩崎宏美「Dear Friends VII 阿久悠トリビュート」（2014年8月27日）
3.白いサンゴ礁
- NEWS「White」（2015年2月25日）
15.ESCORT
- miwa「ONENESS」（2015年4月8日）
1.ONENESS
- chay「ハートクチュール」（2015年4月15日）
1.ハートクチュール
- 西野カナ「もしも運命の人がいるのなら」（2015年4月29日）
- the GazettE「DOGMA」（2015年8月26日）
- NEWS「QUARTETTO」（2016年3月9日）
15.星の王子さま
- 安室奈美恵「Finally」（2017年11月8日）
51.Do It For Love
- 鈴木愛理「Do me a favor」（2018年6月6日）
15.start again
- 伊藤美来「恋はMovie」（2018年8月15日）
- ASKA「Made in ASKA」（2018年10月17日）[8]
14. cry
- コブクロ「大阪SOUL」（2019年10月1日）
- ASKA「歌になりたい」（2019年11月20日）
- NEWS「チンチャうまっか」（2020年12月23日）

## 出演

### テレビ
- 新堂本兄弟（2009年4月 - 2011年3月、フジテレビ、レギュラー）
- 僕らの音楽 Our Music（フジテレビ）
「中島美嘉」（2007年10月12日）、「土屋アンナ」（2008年6月13日）、「青山テルマ」（2008年7月11日）、「織田裕二」（2008年10月17日）、「MONGOL800」（2009年8月21日）、「倉木麻衣」（2010年11月19日）
- A-Studio（TBSテレビ）
「青山テルマ」（2009年9月4日）、「JUJU」（2010年4月9日）
- 第58回NHK紅白歌合戦「平原綾香」（NHK総合・ラジオ第1、2007年12月31日）
- 2008 FNS歌謡祭（フジテレビ、2008年12月3日）
- 2009 FNS歌謡祭（フジテレビ、2009年12月2日）
- めざましテレビ「Superfly」（フジテレビ、2009年9月9日）
- MUSIC FAIR「絢香」（フジテレビ、2009年10月3日）
- MUSIC FAIR「荻野目洋子」（フジテレビ、2009年12月19日）
- 第77回NHK全国学校音楽コンクール 中学校の部「大塚愛」（NHK教育、2010年10月10日）
- ロト6 SPECIAL LIVE「This is 秋の音楽祭！」（TBS、2010年10月16日）
- 2010 FNS歌謡祭（フジテレビ、2010年12月4日）
- 2011 FNS歌謡祭（フジテレビ、2011年12月7日）
- とんねるずが生放送！音楽番組全部見せます!!〜名曲で元気になろう〜（フジテレビ、2012年3月21日）
- カスペ! 『芸能人アカペラ選手権　ハモネプ★スターリーグ』（フジテレビ、2012年6月12日）[9]
- FNSうたの夏まつり（フジテレビ、2012年8月8日）
- 火曜曲!（TBS、2013年4月30日）
華原朋美
- SONGS（NHK総合、2013年5月11日）
- NHK歌謡コンサート（NHK総合、2013年5月28日）
- ミュージックステーション（テレビ朝日、2013年12月27日、2014年12月26日、2015年1月23日）
- LIVE MONSTER（日本テレビ、2014年2月9日）
- Sing! Sing! Sing!（TBS、2014年10月22日）
- COUNT DOWN TV（TBS、2015年1月24日）
- sing! sing! sing! 2nd season 世紀の歌声!生バトル 日本一の歌王決定戦!（TBS、2015年4月20日）
- UTAGE!（TBS、2015年4月20日）
- 音楽の日（TBS、2015年6月27日）
- 歌謡コンサート（NHK総合、2015年11月17日）
- Seiko Presents SOUND INN "S"（BS-TBS、2015年11月21日、2016年2月20日、5月21日、2017年2月18日、2017年4月15日、2017年5月20日、11月18日、2021年10月16日）
柴田淳、MACO、西内まりや、miwa、石崎ひゅーい、chay、三浦祐太朗、アニメソング特集
- 第66回NHK紅白歌合戦「miwa」（NHK総合・ラジオ第1、2015年12月31日）
- NHK 歌謡チャリティーコンサート（NHK総合、2016年5月3日）
- 音楽の日（TBS、2016年7月16日）
- ハロウィン音楽祭 2016（TBS、2016年10月31日）
- 音楽の日 2018（TBS、2018年7月14日）
- 関ジャム 完全燃SHOW（テレビ朝日、2019年7月14日、9月29日、2020年7月29日、2022年3月27日）
- The Covers ’Fes 2020（NHK BSプレミアム、2020年12月27日）
- ザ少年倶楽部プレミアム（NHK BSプレミアム、2021年2月19日）
- MUSIC BLOOD（日本テレビ、2021年9月24日）

### ライブ
主な出演。特に多い担当は区分している。
- 浅倉大介
  - Quantum Mechanics Rainbow （2005年3月26日 昼の部・シークレットゲスト）
  - LIVE Re-collection（2006年9月23日 - 10月9日）

- Aqua Timez
  - ファンクラブライブ（2008年2月10日、2008年1月27日）
  - evergreen tour 2008（2008年3月15日 - 2008年5月30日）
  - Aqua Timez Music 4 Music tour 2010（2010年3月10日 - ）

- Kiroro Concert Tour 2005 "帰る場所"（2005年8月25日）
- DREAMS COME TRUE ASAHI THE SUPER DRY LIVE（2007年7月28日、30日）

- 坂詰美紗子（2009年5月1日）
- My（2009年9月）
- PERSONA MUSIC LIVE 2009（2009年9月19日）
- 井上陽水
Special Thanks Tour 前編（2009年4月3日 - 2009年7月14日）
Special Thanks Tour 後編（2009年11月11日 - 2009年12月22日）

- Superfly Dancing at 武道館！（2009年12月14日）
- SOFFet
  - SOFFet Jam the Universe Tour（2010年1月24日 - ）
  - SOFFet with カルメラ&クリヤマコト〜SOFFet結成19年記念日スペシャルライブ〜（2014年3月14日）
  - MOTION BLUE YOKOHAMA LIVE SOFFet × カルメラ（2014年11月24日）

- 後藤真希 復活 PREMIUM MINI LIVE（2010年6月3日）
- Rie fu welcome to at Rie TOUR（2010年6月18日）
- 大塚愛 LOVE IS BORN 〜7th Anniversary 2010〜（2010年9月11日、12日）
- 後藤真希「Gloria」リリース記念イベント（2011年1月15日、1月16日）
- 菅原紗由理 LIVE TOUR 〜Close To You〜（2011年2月25日、3月2日、4日）
- hitomi a-nation 2011 愛媛・大阪・東京
- 和央ようか YOKA WAO LIVE TOUR 2012 "HISTORY"（2012年5月）
- ASKA CONCERT TOUR 12>>13 "ROCKET"（2012年12月14日 - 2013年3月29日）

- miwa
  - miwa concert tour 2013“ Delight”（2013年7月13日 - 2013年9月23日）
  - miwa -39 live- "miwanissimo 2013"（2013年12月23日、12月24日）
  - miwa -39 live- ARENA tour "miwanissimo" 2014（2014年12月9日 - 12月24日）
  - COUNTDOWN JAPAN 14/15（2014年12月28日）
  - miwa concert tour 2015 "ONENESS"（2015年3月28日 - 6月15日）
  - ROCK IN JAPAN FESTIVAL 2015（2015年）
  - miwa〜39 LIVE tour〜"yaneura-no-neko"（2015年10月29日 - 11月2日）
  - miwa "ballad collection"tour 2016 〜graduation〜（2016年1月23日 - 3月9日）
  - miwa -39 live tour- "yaneura-no-neko 2016"（2016年9月2日 - 9月8日）
  - ROCK IN JAPAN FESTIVAL 2016（2016年8月6日）
  - miwa ARENA tour 2017 "SPLASH☆WORLD"（2017年4月22日 - 6月18日）
  - miwa live at 武道館 "We are the light 〜38/39DAY〜"（2018年3月8日、9日）
  - ジャイガ（2018年8月）
  - miwa concert tour 2018-2019 ”miwa THE BEST”（2018年9月22日 - 2019年3月16日）

- 光永亮太 10TH ANNIVERSARY LIVE「足跡 〜History 2003-2013〜」（2013年11月9日）
- 西野カナ Kanayan X'mas Special〜wish&real〜（2013年12月12日、12月13日）
- eji Birthday Live 〜my favorite songs〜（2014年4月12日）
- ニッポン放送 LIVE EXPO TOKYO 2015 ALL LIVE NIPPON VOL.3（2015年1月24日）
- 松本隆 作詞活動四十五周年記念オフィシャル・プロジェクト「風街レジェンド 2015」（2015年8月21日、22日）
- eji presents「X'mas Night Party 2015」（2015年12月16日）
- 寺尾聰 2016 AKIRA TERAO The Precious Live（2016年11月20日、23日）
- 龍真咲 L.O.T.C 2017コンサート（2017年8月26日、27日）
- 龍真咲 世界遺産吉野山金峯山寺御奉納コンサート（2017年9月16日）
- 第7回 AKB紅白対抗歌合戦（2017年12月10日）
- AKB48単独ライブ 〜ジャーバージャって何？〜（2018年4月1日）
- 第8回 AKB紅白対抗歌合戦（2018年12月16日）
- ASKA CONCERT TOUR 2019 Made in ASKA -40年のありったけ-（2019年2月6日 - 4月12日）
- SHUUBI 20th Anniversary Premium Live（2019年8月4日）
- ASKA 配信ライブ「すべての事には理由がある」（2021年6月23日）
- 〜松本隆 作詞活動50周年記念 オフィシャル・プロジェクト！〜 風街オデッセイ（2021年11月5日、6日）
- ももいろクローバーZ「ドリフ&ももクロライブフェス〜コントもあるョ！全員集合〜」（2021年11月18日）
- 「PERSONA SUPER LIVE P-SOUND WISH 2022」（2022年10月8日）

## CM
- 「マイナビ2012」 CMソングコーラス（2012年）
- 「チョコラBB スパークリング」掛け声（2013年）
- サンスター「Ora2 ステインクリアシステム くちもとBeauty篇、オーラツーシティ登場篇」CMソング、セリフ（2014年）
- 日本マクドナルド「ハッピーセット ジュエルペット 夏休みの思い出（女の子）篇」BGM（2014年）
- ライオン「Ban 汗ブロックロールオン 汗ジミ気にしない篇」CMソング（2015年）

## その他
- BGM 「ペルソナ3 ポータブル」（2009年11月1日）
- ミュージック・ビデオ出演 SOFFet「Marry Me」（2012年）
- ミュージック・ビデオ出演 Rie fu「Butterfly」（2014年11月12日）
- ラジオ番組「バナナマンのバナナムーン」（TBSラジオ、2014年12月13日）
- ミュージック・ビデオ出演 miwa「fighting-φ-girls」（2015年1月28日）
- ミュージック・ビデオ出演 miwa「シャイニー」（2017年5月24日）
- コーラス参加 WHILE MY GUITAR GENTLY WEEPS（KUBO/クボ 二本の弦の秘密 日本語吹替え版主題歌）（2017年11月）
- BGM 「ペルソナ3 ダンシング・ムーンナイト 」（2018年5月24日）
- 芸能ニュース　週刊女性 2018年10月16日号 「東京03・飯塚悟志、美人妻との買い物中にみせた“切れ味ゼロ”のツッコミ 」（2018年10月3日）
- BGM 「ペルソナQ2 ニュー シネマ ラビリンス」（2018年11月29日）